# Аубакіров Сапарбек Хамітович
Сапарбек Хамітович Аубакіров (7 січня 1947, місто Семипалатинськ, тепер місто Семей, Казахстан) — казахський радянський діяч, секретар партійного комітету Карагандинського металургійного комбінату Казахської РСР. Член ЦК КПРС у 1990—1991 роках.

## Життєпис
У 1970 році закінчив Казахський політехнічний інститут.
У 1970—1979 роках — бригадир, майстер головного корпусу, майстер виробництва, начальник зміни, заступник начальника вугільної фабрики коксохімічного виробництва Карагандинського металургійного комбінату в місті Теміртау Карагандинської області Казахської РСР.
Член КПРС з 1974 року.
У 1979—1985 роках — голова профспілкового комітету коксохімічного виробництва, заступник голови профспілкового комітету Карагандинського металургійного комбінату.
У 1985—1988 роках — секретар партійного комітету (парткому) коксохімічного виробництва Карагандинського металургійного комбінату.
У 1988—1990 роках — заступник завідувача відділу, інспектор Карагандинського обласного комітету КП Казахстану.
У травні 1990—1991 роках — секретар партійного комітету (парткому) Карагандинського металургійного комбінату Казахської РСР.
Подальша доля невідома.